# Cercle Brugge in het seizoen 2025/26
Deze pagina beschrijft de prestaties van Cercle Brugge in het seizoen 2025/26.
In het tussenseizoen beëindigde Cercle de overeenkomst met trainer Bernd Storck. Zijn Duitse landgenoot Onur Cinel volgde hem op. 

## Spelerskern
| No.           | Naam                   | Nationaliteit | Geboortedatum | Vorige club             | Contract tot |
| ------------- | ---------------------- | ------------- | ------------- | ----------------------- | ------------ |
| Keepers       |                        |               |               |                         |              |
| 1             | Warleson               | Brazilië      | 31/08/1996    | Sampaio Corrêa FC       | medio 2026   |
| 21            | Maxime Delanghe        | België        | 23/05/2001    | Lierse SK               | medio 2028   |
| 84            | Bas Langenbick         | België        | 13/02/2003    | eigen jeugd             | medio 2026   |
| Verdedigers   |                        |               |               |                         |              |
| 2             | Ibrahim Diakité        | Guinee        | 31/10/2003    | Stade de Reims          | medio 2028   |
| 3             | Edgaras Utkus          | Litouwen      | 22/06/2000    | AS Monaco               | medio 2026   |
| 4             | Dalangunypole Gomis    | Frankrijk     | 28/06/2004    | FC Sochaux              | medio 2028   |
| 5             | Emmanuel Kakou         | Ivoorkust     | 30/06/2005    |                         | medio 2027   |
| 12            | Valy Konaté            | Ivoorkust     | 14/11/2006    | AS Monaco               | medio 2026   |
| 14            | Beni Mpanzu            | België        | 15/05/2004    | SK Lierse               | medio 2028   |
| 15            | Gary Magnée            | België        | 12/10/1999    | KAS Eupen               | medio 2028   |
| 20            | Flávio Nazinho         | Portugal      | 20/07/2003    | Sporting CP             | medio 2028   |
| 66            | Christiaan Ravych      | België        | 30/07/2002    | Eigen jeugd             | medio 2028   |
| 76            | Jonas Lietaert         | België        | 16/07/2004    | Eigen jeugd             | medio 2026   |
| Middenvelders |                        |               |               |                         |              |
| 6             | Lawrence Agyekum       | Ghana         | 23/11/2003    | Red Bull Salzburg       | medio 2029   |
| 8             | Erick Nunes            | Brazilië      | 29/02/2004    | Fluminense FC           | medio 2029   |
| 18            | Pieter Gerkens         | België        | 17/02/1995    | KAA Gent                | medio 2026   |
| 19            | Ibrahima Diaby         | Frankrijk     | 17/03/2007    | Paris Saint-Germain FC  | medio 2029   |
| 27            | Nils De Wilde          | België        | 27/01/2003    | RSC Anderlecht          | medio 2026   |
| 28            | Hannes Van der Bruggen | België        | 01/04/1993    | KV Kortrijk             | medio 2026   |
| 37            | Edan Diop              | Frankrijk     | 28/08/2004    | AS Monaco               | medio 2026   |
| Aanvallers    |                        |               |               |                         |              |
| 7             | Abdoul Kader Ouattara  | Burkina Faso  | 26/05/2005    | Rahimo FC               | medio 2028   |
| 9             | Steve Ngoura           | Frankrijk     | 22/02/2005    | Le Havre AC             | medio 2028   |
| 11            | Alan Minda             | Ecuador       | 14/05/2003    | Independiente del Valle | medio 2028   |
| 17            | Oluwaseun Adewumi      | Oostenrijk    | 23/02/2005    | Burnley FC              | medio 2026   |
| 22            | Alama Bayo             | België        | 02/02/2006    | RFC Seraing             | medio 2028   |
| 23            | Heriberto Jurado       | Mexico        | 03/01/2005    | Necaxa                  | medio 2028   |
| 41            | Krys Kouassi           | Frankrijk     | 08/03/2007    | Amiens SC               | medio 2030   |

##### Transfers

###### Zomer
IN
| Naam              | Nationaliteit | Van                        | Type                                    |
| ----------------- | ------------- | -------------------------- | --------------------------------------- |
| Pieter Gerkens    | België        | KAA Gent                   | huur tot einde seizoen + aankoopoptie   |
| Ibrahima Diaby    | Frankrijk     | Paris Saint-Germain FC U19 | contract tot 2029 + optie extra seizoen |
| Edan Diop         | Frankrijk     | AS Monaco                  | huur tot einde seizoen                  |
| Valy Konaté       | Ivoorkust     | AS Monaco                  | huur tot einde seizoen                  |
| Krys Kouassi      | Frankrijk     | Amiens SC                  | contract tot 2030                       |
| Oluwaseun Adewumi | Oostenrijk    | Burnley FC                 | huur tot einde seizoen + aankoopoptie   |

UIT
| Naam             | Nationaliteit     | Naar                | Type                         |
| ---------------- | ----------------- | ------------------- | ---------------------------- |
| Boris Popovic    | Servië            | FC Arouca           | transfervrij na uitleenbeurt |
| Eloy Room        | Nederland Curaçao |                     | einde contract               |
| Senna Miangue    | België            |                     | einde contract               |
| Lucas Perrin     | Frankrijk         | Hamburger SV        | einde uitleenbeurt           |
| Bruninho         | Brazilië          | Red Bull Bragantino | einde uitleenbeurt           |
| Paris Brunner    | Duitsland         | AS Monaco           | einde uitleenbeurt           |
| Malamine Efekele | Frankrijk         | AS Monaco           | einde uitleenbeurt           |
| Felipe Augusto   | Brazilië          | Trabzonspor         | verkocht                     |
| Thibo Somers     | België            | Royal Antwerp FC    | verkocht                     |
| Abu Francis      | Ghana             | Toulouse FC         | verkocht                     |

###### Winter
IN
| Naam | Nationaliteit | Van | Type |
| ---- | ------------- | --- | ---- |

UIT
| Naam | Nationaliteit | Naar | Type |
| ---- | ------------- | ---- | ---- |

### Technische staf
| Functie                      | Naam                 | Nationaliteit       |
| ---------------------------- | -------------------- | ------------------- |
| Hoofdtrainer                 | Onur Çinel           | Duitsland, Turkije  |
| Assistent-trainer            | Jimmy De Wulf        | België              |
| Assistent-trainer            | Florens Koch         | Duitsland           |
| Keepertrainer                | Stefan Toonen        | Nederland           |
| Head of athletic performance | Nick Van Ransbeeck   | België              |
| Performer coach              | Haris Apostolidis    | Griekenland         |
| Assistent performer coach    | Imad Shaker          | CAN                 |
| Sport nutritionist           | Raquel Carvalhinho   | Brazilië            |
| Head of football analysis    | Stuart Metcalf       | Verenigd Koninkrijk |
| Head of analysis             | David Handgraaf      | Nederland           |
| Teammanager                  | Sven Vandendriessche | België              |
| Teamdokter                   | Bastiaan Verstraete  | België              |
| Teamdokter                   | Thomas Monbailliu    | België              |
| Kit man & Player care        | Pepijn Lenoor        | België              |

## Raad van Bestuur
- Voorzitter:  Thomas Tousseyn
- Gedelegeerd bestuurder:  Luca Militti
- Bestuurder:  Thiago Scuro
- Bestuurder:  Pascal Danneels

## Oefenwedstrijden
| Datum      | Thuisploeg    | Bezoekers     | Score | Scoreverloop | Opmerkingen |
| ---------- | ------------- | ------------- | ----- | --- | --- |
| 05-07-2025 | FC Utrecht    | Cercle Brugge | 2 – 0 | 1 – 0 Cathline, 2 – 0 Van der Hoorn                                                                                  | Wedstrijd van 2 keer 60 minuten.                                                                                      |
| 11-07-2025 | AS Monaco     | Cercle Brugge | 1 – 0 | 1 – 0 Gomis (own) | |
| 12-07-2025 | OGC Nice      | Cercle Brugge | 2 – 1 | 1 – 0 Bouanani, 1 – 1 Bard (own) 2 – 1 Bouanini 2 – 1                                                                | |
| 19-07-2025 | Cercle Brugge | RFC de Liège  | 3 – 0 | 1 – 0 Koné, 0 – 2 Diaby, 0 – 3 Bayo                                                                                  | Gespeeld op oefenveld Jan Breydel.                                                                                    |
| 19-07-2025 | Beerschot     | Cercle Brugge | 0 – 2 | 0 – 1 Nazinho, 0 – 2 Ngoura                                                                                          | |
| 10-08-2025 | Cercle Brugge | Knokke FC     | 3 – 2 | Doelpunten Cercle Brugge: Alama Bayo (2x) en Elhadji Koné (penalty). Doelpunten Knokke FC: Stan Braem en Lars Cooman | Gespeeld achter gesloten deuren met de spelers die niet in actie kwamen tijdens de Brugse stadsderby de dag voordien. |

## Competities

### Reguliere competitie

#### Speeldagen
| Speeldag | Datum      | Thuisploeg         | Bezoekers          | Score | Scoreverloop                                                          | Punten | Opmerkingen |
| -------- | ---------- | ------------------ | ------------------ | ----- | --------------------------------------------------------------------- | ------ | ----------- |
| 1        | 26-07-2025 | Dender EH          | Cercle Brugge      | 0 – 0 |                                                                       | 1      |             |
| 2        | 03-08-2025 | Cercle Brugge      | RSC Anderlecht     | 0 – 2 | 0 – 1 Hazard, 0 – 2 Bertaccini                                        | 1      |             |
| 3        | 09-08-2025 | Club Brugge        | Cercle Brugge      | 2 – 0 | 1 – 0 Vanaken, 2 – 0 Tzolis                                           | 1      |             |
| 4        | 17-08-2025 | Cercle Brugge      | KVC Westerlo       | 4 – 1 | 1 – 0 Gerkens, 2 – 0 Mina, 3 – 0 Ngoura, 3 – 1 Alcócer, 4 – 1 Adewumi | 4      |             |
| 5        | 23-08-2025 | Standard Luik      | Cercle Brugge      | –     |                                                                       |        |             |
| 6        | 29-08-2025 | Cercle Brugge      | STVV               | –     |                                                                       |        |             |
| 7        | 14-09-2025 | Cercle Brugge      | Sporting Charleroi | –     |                                                                       |        |             |
| 8        | ..-09-2025 | KV Mechelen        | Cercle Brugge      | –     |                                                                       |        |             |
| 9        | ..-09-2025 | Cercle Brugge      | AA Gent            | –     |                                                                       |        |             |
| 10       | ..-10-2025 | Antwerp FC         | Cercle Brugge      | –     |                                                                       |        |             |
| 11       | ..-10-2025 | Cercle Brugge      | KRC Genk           | –     |                                                                       |        |             |
| 12       | ..-10-2025 | Cercle Brugge      | Zulte Waregem      | –     |                                                                       |        |             |
| 13       | ..-11-2025 | La Louvière        | Cercle Brugge      | –     |                                                                       |        |             |
| 14       | ..-11-2025 | Cercle Brugge      | OH Leuven          | –     |                                                                       |        |             |
| 15       | ..-11-2025 | Union Sint-Gillis  | Cercle Brugge      | –     |                                                                       |        |             |
| 16       | ..-11-2025 | Zulte Waregem      | Cercle Brugge      | –     |                                                                       |        |             |
| 17       | ..-12-2025 | Cercle Brugge      | Standard Luik      | –     |                                                                       |        |             |
| 18       | ..-12-2025 | Cercle Brugge      | KV Mechelen        | –     |                                                                       |        |             |
| 19       | ..-12-2025 | OH Leuven          | Cercle Brugge      | –     |                                                                       |        |             |
| 20       | ..-12-2025 | Cercle Brugge      | Union Sint-Gillis  | –     |                                                                       |        |             |
| 21       | ..-01-2026 | KVC Westerlo       | Cercle Brugge      | –     |                                                                       |        |             |
| 22       | ..-01-2026 | KRC Genk           | Cercle Brugge      | –     |                                                                       |        |             |
| 23       | ..-01-2026 | Cercle Brugge      | Antwerp FC         | –     |                                                                       |        |             |
| 24       | ..-02-2026 | Sporting Charleroi | Cercle Brugge      | –     |                                                                       |        |             |
| 25       | ..-02-2026 | Cercle Brugge      | Club Brugge        | –     |                                                                       |        |             |
| 26       | ..-02-2026 | AA Gent            | Cercle Brugge      | –     |                                                                       |        |             |
| 27       | ..-02-2026 | Cercle Brugge      | Dender EH          | –     |                                                                       |        |             |
| 28       | ..-03-2026 | STVV               | Cercle Brugge      | –     |                                                                       |        |             |
| 29       | ..-03-2026 | Cercle Brugge      | La Louvière        | –     |                                                                       |        |             |
| 30       | ..-03-2026 | RSC Anderlecht     | Cercle Brugge      | –     |                                                                       |        |             |

#### Overzicht
| Speeldag  | 1  | 2  | 3  | 4 | 5 | 6 | 7 | 8 | 9 | 10 | 11 | 12 | 13 | 14 | 15 | 16 | 17 | 18 | 19 | 20 | 21 | 22 | 23 | 24 | 25 | 26 | 27 | 28 | 29 | 30 |
| --------- | -- | -- | -- | - | - | - | - | - | - | -- | -- | -- | -- | -- | -- | -- | -- | -- | -- | -- | -- | -- | -- | -- | -- | -- | -- | -- | -- | -- |
| Resultaat | g  | v  | v  | w |   |   |   |   |   |    |    |    |    |    |    |    |    |    |    |    |    |    |    |    |    |    |    |    |    |    |
| Punten    | 1  | 1  | 1  | 4 |   |   |   |   |   |    |    |    |    |    |    |    |    |    |    |    |    |    |    |    |    |    |    |    |    |    |
| Positie   | 12 | 14 | 15 | 9 |   |   |   |   |   |    |    |    |    |    |    |    |    |    |    |    |    |    |    |    |    |    |    |    |    |    |

### Beker van België
| Ronde         | Datum | Thuisploeg | Bezoekers | Score | Doelpunten |
| ------------- | ----- | ---------- | --------- | ----- | ---------- |
| 1/16de finale |       |            |           |       |            |